# Planete de vânzare
Planete de vânzare (engleză Planets for Sale) este un roman științifico-fantastic scris de A. E. van Vogt și E. Mayne Hull care a fost publicat prima oară în 1954. În România, a apărut la editura Image în 1998.

## Cuprins
Romanul este format din cinci nuvele care au apărut în Astounding Stories :
- Competition (iunie 1943) ;
- The Debt (decembrie 1943) ;
- The Contract (martie 1944) ;
- Enter the Professor (ianuarie 1945) ;
- Bankruptcy Proceedings (august 1946).

## Rezumat
Un om de știință nebun a preluat controlul asupra unei patrule spațiale și pune în pericol siguranța unui sistem planetar în totalitate. Cel mai puternic și mai bogat om din galaxie va aborda savantul și pe politicienii corupți care îl susțin.

## În alte limbi
- Sterne der Macht [germană] (1956) - E. Mayne Hull
- Planeten te Koop [neerelandeză] (1975) - E. Mayne Hull și A. E. van Vogt
- Planètes à vendre [franceză] (1978) - A. E. van Vogt
- Pianeti da vendere (serializare) [italiană] (1966) - A. E. van Vogt[1]

## Legături externe
- en  Istoria publicării lucrării Planete de vânzare la Internet Speculative Fiction Database

## Vezi și
- Bibliografia lui A. E. van Vogt
- Lista cărților științifico-fantastice publicate în România după 1989